# テーマホスピタル
『テーマホスピタル』（theme HOSPITAL）は、エレクトロニック・アーツより1997年に発売されたパーソナルコンピュータ用シミュレーションゲーム。開発はブルフロッグ。

## 概要
効率的な病院経営を成し遂げ、金を稼ぐことが目的のミニスケープ（箱庭ゲーム）である。患者の治療は手段であって目的ではないが、良い病院であれば自ずと患者が集まり、経営は安定化する。病院規模や治療患者数などの条件を満たすと、次のステージに進める。ステージが進むごとに、新しくさまざまな病気が現れ、同時にさまざまな施設を設置していく。ゲーム中に登場する病気および治療法はすべて架空のものである。
画面はクォーター・ビューでの2D表示。操作は名前入力を除き、マウスで行う。
なお、Windows 95版は2004年3月18日に、廉価版として1,980円で販売されており、Windows XPにも正式対応している。PlayStation版は2009年10月28日よりゲームアーカイブスで配信されている（PS3・PSPに対応）。
また、2015年1月現在、EAのゲーム配信サイトOriginにおいても、英語版が500円で配信されている。

## システム

### ゲームの流れ
来院した患者はまず受付で手続きを済ませ、続いて診察室に入り、問診を行う。問診で十分に病状を把握できない場合、各種検査室に移動し、検査後に再び診察室に戻り、医師から検査結果を聞かされる。その後各治療室に移動し、全快すると帰宅できる。患者によって病状の深刻度が違うため、プレイヤーの手によって待ち行列の入れ替えなどが必要である。
また、院内で死亡者が出ると病院の評判が低下するため、これを防ぐ方法として患者を治療することはもちろん、治療せずに患者を追い返すというものがある。また、過剰な診断を行うことで患者から必要以上に金銭を巻き上げることも可能である。
病院が手狭になってきたら新たに土地を購入し、拡張する事が可能であるが、病院は常に1階建てである。
以上のようにして治療実績を積むことでステージクリアだが、病院経営が悪化するとゲームオーバーである。
また、地震や伝染病の発生などの突発的なイベントが発生し、地震などで破壊された部屋は二度と利用できない。

### 登場ユニット
各ユニット（病院職員）は毎月初頭に新しい人物が登場し、必要に応じて雇用する。各職員は不満が溜まると退職することがあるが、ボーナスや昇給などで懐柔することが可能である。また各ユニットには技術レベルが設定されており、一部例外を除き、作業効率などに影響を及ぼす。
医師
各種の診断、治療活動を行うメインユニット。
医師の技術レベルは大まかにジュニア、ドクター、コンサルタント、の3レベルに分かれる。レベルが高いほど診断や治療に要する時間が短くなる。コンサルタントレベルに達している医者は、検査を省略して問診のみで診断を下すことが可能で、患者の回転率を大幅に上げることができる。また、コンサルタントはジュニア、ドクターを教育することができる。
更に、医師は技術レベルとは別にスキルを持っている。このスキルは外科医、精神科医、研究員の3種類で、これの有無が勤務内容や作業効率に影響する。スキルもコンサルタントによる教育で修得可能である。
看護婦
病室、薬局などに勤務する。
作業員
ゴミや汚物の清掃、植木への水やり、ゴミ箱の清掃、機材の修理を行う。
受付嬢
病院の受付に配置する。

### 病院施設
各部屋の大きさやドアなどの位置はプレイヤーが設定することができる。窓を設置して監視することで、職員のモチベーションを向上させることができる。受付を済ませた患者はまずは診察室に移され、状況に応じて各種検査室や治療施設、薬局や手術室などに送られる。このほか、技能の低い医師に講習を行うための講義室、新たな診断法や治療法を開発するための研究室、病院職員の休憩室などがある。また、屋上にはヘリポートがあり、大勢の患者が緊急搬送されてくる事があるが、受け入れの可否はプレイヤーである医院長に一任される。
病院を設計する際は、必ずトイレを用意する必要がある。院内にトイレがない場合、順番待ちをしている患者が廊下で嘔吐したり用を足してしまい、それを見たほかの患者が連鎖的に同様の行動をとってしまうという事象が発生する。
また、患者の不満を下げるアイテムとしてベンチなどが用意されているほか、消火器は医療機器の故障率を下げる効果がある。

## 開発
本作の開発には2年が費やされた 。
ピーター・モリニューとジャーナリストのジェームズ・リーチが『テーマパーク』について話し合う中で新しい『テーマ』ものの可能性を見出し、本作のアイデアへと昇華させた。
モリニューとデザイナーのマーク・ウェブロイそして美術担当ゲイリー・カーがまとめた次回作候補リストの中から、ウェブロイが病院を選び、本作の開発が始まった。
カーは『テーマパーク』への信用が持てずにブルフロッグを去ってThe Bitmap Brothersに入社した過去があったことから、本作の開発に携わることに対してよく思っていなかったが、あこがれの『ダンジョンキーパー』の開発に携わることができるかもしれないという希望から、ブルフロッグに戻った。
本作の開発に当たり、3人は王立サリー病院とフリムリー・パーク病院を取材した。
最初は実在の病気を扱う予定だったが、あまりにも現実的すぎるのはよくないということで、コミカルな架空の病気へと変更された。本作に登場する架空の病気の一つにBloaty Headという病気があり、これはモリニューが過去にアレルギーを発症した際に顔が異常に腫れあがった時の様子をもとにしている。
開発チームは病院への興味を持ってもらうことと、内容を面白くすることのバランスをとることに苦労した。
ウェブリーはテーマパークは病院よりも色鮮やかだと考えており、カーも「病室は似たり寄ったりなつくりで、どの機械が作動しているのか見分けがつきにくい」と考えていた 。
架空の病気とその治療法を採用するというアイデアは、病院を見て回っている間に思いついたものであり。カーは死を静かな悲しみと考えており、病気という要素は皆が嫌うものであると考えていた。
そこで、カーは架空の病気を扱うことを思いつき、これなら創造的自由を保障できると考えた。
ウェブリーは、カーが実際の病気を扱うのはまずいと考えていたと述べており、カー自身も開発チームが猟奇性よりもユーモアを求めていたと述べている 。
プログラムの初期段階でブルフロッグに採用されたジェームズ・リーチは、本作のテキストを書き上げ、病気のアイデアを提供した。
その一方、モリニューは当時『ダンジョンキーパー』の制作に携わっていたため、本作の開発には直接携わっていない。
グラフィックデザインはカートゥーン調にすることが決まり、2,000人分のキャラクターのアニメーションを作るという目標がたてられた 。
この時点でグラフィックを完成させるために美術スタッフがもう一名追加され、最終的には4人になった
本作に美術スタッフとして携わったアンディ・バスは院内に自販機として置かれているキットカットのグラフィックを正確に作成するのに苦心したと振り返っており、「製作チームはキットカット用のカラーパレットがなかったため、カーがパレットをひねって見せた。」と述べている。

バスは、自販機のCGモデルを作成し、その上にキットカットの画像を貼り、3Dスタジオというソフトウェアを使って、Deluxe Paintで編集したパレットにレンダリングした 。
1996年春の時点では、病気やアニメーションの半数近くが完成し、プロローグやカットシーンおよび経営システムのプログラムなどもほぼ完成していた。1997年初めの時点では、難易度調整を除くすべての作業が終了した。
ウェブリーとカーがたてた「本作で遊ぶプレイヤーには、病院を利益最優先のビジネスとしてみてもらう」という方針により、本作の内容は国民健康サービスのモデルからはかけ離れている。
王立サリー病院の近くにオフィスを構える開発チームは、テーマパークからアイデアとソースコードの大半を流用した。

ウェブリーは簡易なアニメーションを作るためのプログラムをつくり、Complex Engineにコピーした。

会議がたくさん開かれることはなく、毎週ウェブリーがパブに開発チームを集め、作業リストをもとに話し合っていた。

ウェブリーはこの方法を「与えられた役割を開発チームがこなしてくれる唯一の方法」だとし、ゲームの一部としての責任感を与えるのに有効だったと振り返っている。

開発チームが「ゲームが完成した」と感じられたのもこのようなミーティングの最中のことだった 。
本作における病気のうち、Elvis Impersonatorという病気は、エルヴィス・プレスリーの関係者からの許諾が得られなかったため、製品版ではKing Complexという名称に差し替えられた。
リーチによると本作の作業量は少なかったとされている。その一方、開発チームからアイデアがたくさん出すぎたことは大きな問題であり、出てきたアイデアをすべて実現できるほどの十分な時間はなかった。採用が見送られた病気の一つに、好きでもない動物になつかれてしまうAnimal Magnetismというものがあった。
また、ゲーム内の時間を中世・ヴィクトリア時代・現代・未来の4つの時代に分けるというアイデアもあり、中世から始まりだんだん現代に近づいていくシステムが考えられたが、このシステムを実現するためのグラフィックの量が膨大になることが1996年5月の時点で判明し、最終的には採用が見送られた 。
のちにカーは現代以外の時代は不要だったと振り返り、開発チームは自分たちで作り上げる分には十分な小ささの規模だったともしている。

また、カーは、もし自分で設計文書を作った場合、エレクトロニック・アーツがほかの時代を削除したことについて考えこむ恐れがあったと振り返っている 。

モリニューはウェブリーら開発チームに対し、病気の治療薬としてプレイヤーが様々な色の化学薬品を調合する場面を入れるよう命じた。

あまりにも選べる薬品の数が多いとプレイヤーが作業的に感じてしまう恐れがあったため、開発チームは遊びやすさとの兼ね合いについて悩まされた。テスターを務めたジョン・リニーは元のアイデアを単純化する形で本作の開発にかかわった。そして、ウェブリーははプレイヤーが長いチュートリアルを見なくてもすぐに遊べるシステムにすることを熱望していた。
当初本作は1996年11月に発売予定だったが、発売延期の末、ブルフロッグのデザイーナ・シリーズの一環として 1997年3月に発売された),

### 移植
1998年にはKrisalis SoftwareがPlayStationへの移植を担当し、エレクトロニック・アーツが発売を担当した。
2008年1月31日には、ヨーロッパのPlayStation StoreにおいてPS版が PlayStation 3 / PlayStation Portable向けに発売され、翌年2009年10月28日には日本で、さらにその翌年の2010年8月31日にはアメリカ合衆国でも発売された。
その後、PS版はヨーロッパで無料ダウンロードが可能になった後、2014年9月に配信を終了した
セガサターンへの移植はSim Hospital（1995年10月時点）として1996年中期の発売を目標とした開発作業が進んでいたが、開発中止となった。
2012年、本作はダウンロード配信サイトGOG.comにて配信された。
2015年1月には、エレクトロニック・アーツのデジタル配信プラットフォーム・Originにて、"On the House"という企画の一環として本作が期間限定で無料配信された。
同年9月に開催された同名の企画では『Command & Conquer: Red Alert 2』の無料配信を望む声があまりにも多かったため、『Command & Conquer: Red Alert 2』の無料配信までのつなぎとして本作の無料配信が行われた。
また、2017年3月7日から5月17までの間は、『シベリア2』の代わりとして、一部地域を対象にした三度目の無料配信キャンペーンが実施された。
オープンソースでのリメイク作品に『CorsixTH』があり、こちらは高解像度グラフィックの表示やレベルエディターなどの機能が追加された 。
『CorsixTH』はMIT Licenseの下での利用が可能であり、2012年にはGoogle PlayでAndroid版の配信が開始された。

## 反響
本作は開発元のブルフロッグならびに発売元のエレクトロニック・アーツですら驚くほどの商業的成功をおさめた。
本作は ゲーム売上ランキングのトップ5に何度もランクインし、400万部を売り上げた。
2014年、モリニューは本作を「私をはじめとする多くの人々の記憶に残った偉大なゲーム」とし、リメイクを作りたいと述べた。

### 医療関係者からの反響
本作は国民保健サービスのモデルからかけ離れていたため、国民保健サービスの上層部やイギリスの議会の間で議論の的となり、特に国民保健サービスは本作を病院経営ごっこだと呼んだ。また、デイリー・テレグラフが英国医師会の運営スタッフの訓練に本作が使われていることについて、本作が病んでいると批判したことについても議論を呼んだ。
地元のラジオ局に呼ばれる形で番組に出演したウェブリーは、本作は実在ではなく架空の病気を扱うが、現実世界の健康管理をぞんざいに扱うために本作を開発したのではないと述べた。

### 評価
本作は批評家からも好意的に受け入れられ、しっかりしたゲームプレイ、細密なグラフィック、満足できるユーモア、そして声優の演技に対しては好意的な評価が集まった。
その一方、音楽やAIの挙動、ユーザーインタフェース、そして同じことの繰り返しに対しては意見が分かれた。
イギリスの雑誌・PC Gamerのスティーブン・オーウェンは、ゲームの挑戦的な姿勢とかわいらしいグラフィックに対しては好意的に評価した一方、ユーザーインターフェースに関しては否定的な評価を寄せた。
Coming Soon Magazine のフレドリック・クロードは緻密なグラフィックと非常にシンプルなユーザーインターフェースについて評価した一方、同じことの繰り返しだと指摘し、パッチでもいいのでマルチプレイヤーモードが欲しかったと述べている。
GameSpotのトレント・ウォードもグラフィックをファンタスティックとして持ち上げ、声優の演技もリアルでユーモアに満ちていたと評価した一方、AIの挙動に問題があると指摘し、"just doesn't fly"と締めくくった 。
The Electric Playgroundのボニー・ジェームズも本作のグラフィックについて好意的な評価を寄せ、オープニング映像がかわいらしいとした一方、音楽がひどかったと述べている。

Computer and Video Gamesも本作のグラフィックについて「大きくてカラフル」だとした一方、はじめはよかったがだんだんユーモアがつまらなくなったと述べた。
Computer Gaming Worldのドーン・ジェプセンもまたグラフィックに対して好意的な評価を寄せ、滑稽な症状をもつ病気といったユーモアも評価し、ゲームそのものに対しても「愉快で病みつきになる」と評価した。
ジェプセンと同様の評価はJeuxvideo.comにも寄せられた。
Next Generationもユーモアについて「何かがブルフロッグから抜けたようだ」と評価しつつも、マルチプレイヤーモードがほしかったと述べた.。
PC Powerには「患者たちがブルフロッグにとってゆかいな特効薬となった」といった本作のユーモアや、とことん面白さを追求する姿勢やグラフィック
に対する賞賛が寄せられた 。
特にグラフィックについては、明るい色使いが病院に陽気な雰囲気を与えているとし、PC Powerのレビュワーは本作をファンタスティックな作品と称賛した。
他にも、 Edgeは、プレイヤー側の資源に対する患者と病気のバランスを評価し、本作を同様のジャンルのゲームの改善策であるとしたほか、Génération 4のÉric Ernauxも同様のジャンルの名作だと称賛した。PC Zoneは細かなところまで作りこまれているうえに中毒性があると述べ、本作はPC Zone Classicという栄誉を授けられた。
一方、Playstation版の操作性について、批評家たちから指摘が相次ぎ、特にGameSpot とIGN、 Eurogamer、そしてEdgeからは致命的な問題だとされている。その一方、IGNは操作性の問題を指摘しつつも、他メディア同様Playstation版のくせになりそうなユーモアを評価しており、明るいユーモアが本作をマストアイテムたらしめたとしており、Eurogamerのダン・ホワイトヘッドもPlaystation Networkで配信されたバージョンのレビューの中において、操作性とユーモアについては前述のレビュワーたちと同様の意見を述べている 。
Absolute PlayStationのレビュワーの間でグラフィックについては意見が分かれており、16ビット機を連想させるようなユーザーインターフェイスや解像度並びにカラーパレットに対しては否定的な見方をした一方、スプライトや遊びたくなるようなユーモアについては肯定的に受け止められた。
1997年、本作は姉妹作である『テーマパーク』とともに、 PC Gamerの名作ゲームベスト100の61にランクインした ほか、4月の Game of Distinctionの座を獲得した。
4Gamer.netの松本隆一は本作における病気から多様性とイギリス的センスを感じたと評価し、「序盤のレベルは行き当たりばったりでもクリアできるほどかんたんだが、小さなキャラクターがちょこちょこ動く様子を見るだけでも面白い」としめくくった。